# Germain Beaulieu
Germain Beaulieu (1870-1944) est un avocat, homme de lettres et scientifique québécois qui a joué un rôle actif dans le milieu associatif et culturel. Il meurt à Rigaud le 18 juin 1944.

## Biographie
Germain Beaulieu est né à Rivière-Blanche, le 30 avril ou le 31 mai 1870, près de Matane, fils de Joseph Beaulieu et de Basilisse Pelletier. Très tôt orphelin de mère, il est donné en adoption à la famille Charbonneau de Montréal. En 1888, il s’inscrit à l’École normale Jacques-Cartier. Pour s'être moqué de ses professeurs dans le journal estudiantin, il est renvoyé après deux ans, en 1890, avec un diplôme d'enseignement primaire au lieu du diplôme d'enseignement secondaire qui dure trois ans. Il prépare cependant son brevet d'études en droit, afin de pouvoir épouser Graziella Cassegrain, tout en fréquentant divers cercles de jeunes écrivains, notamment le groupe des « cunégondistes » qui regroupe de jeunes poètes avant-gardistes de l'ancien quartier de Sainte-Cunégonde.
Dès cette époque, il se révèle curieux de tout et « pris du désir de connaître poussé jusqu’à la frénésie », comme en témoigne le mot de bienvenue qu'il rédige en italien pour le premier numéro du journal L'Italo-Canadese en 1894, année où il termine ses études de droit et est admis au Barreau. 
En 1895, il est le cofondateur de l'École littéraire de Montréal et en devient le premier président en septembre 1896. Durant plus de trente ans, il en sera « l'âme dirigeante à toutes les phases de son existence. » Il participe à la fondation et devient secrétaire de rédaction de la revue Le Terroir créée par cette École en 1909 et qui ne publiera que dix numéros. Par la suite, il s'oppose à l'idée de transformer l'École en une sorte d'Académie française du Québec. Il se  moque encore de l'idée dans un ouvrage satirique intitulé Nos Immortels, avec caricatures dues à son beau-frère Albéric Bourgeois.  
Avocat de carrière, il est plus intéressé par la poésie que par sa profession et publie des poèmes dans Recueil littéraire, L'Oiseau-mouche, ainsi que dans Les soirées du château de Ramezay, L'Action sociale et Les soirées de l'École littéraire de Montréal. Il est épris de classicisme au point que Marcel Dugas le qualifie de « législateur du Parnasse canadien ». L'essentiel de sa production poétique est perdu car, selon Jean Charbonneau, il aurait détruit entre quinze et vingt livrets rédigés dans sa jeunesse. 
En 1901, il est élu secrétaire-général de la Société des artisans canadiens-français, sorte de mutuelle d'assurance dont la charte venait d'être modifiée par la loi. Il restera à ce poste jusqu'en 1909, date à laquelle il choisit de démissionner plutôt que de répudier un article dans lequel il dénonçait l'emprise de l'église sur l'enseignement.
Il compose aussi des pièces de théâtre et des satires, et rédige de nombreux articles qu'il publie dans divers journaux — Le Pays, Les Débats, L'Annuaire théâtral, Le Nationaliste — sous une vingtaine de pseudonymes, tels Cyprien, Népomucène Hébardot, Procul Hotte, A. d'Albert, Hugues Lambert, Philippe P. Leclaire, Philippe Leclerc, Jean Pince, Hector Probus, Hypolite Vaumarin, L.-P. Dorval, etc.,. Ses articles dans Le Pays visent à faire évoluer la société québécoise, en dénonçant la censure, les malversations et les abus de pouvoir.
Esprit curieux de tout, il « fit de longues investigations dans presque toutes les sphères des connaissances humaines. »  Ayant participé dès 1923 à l'organisation de la Société canadienne d'histoire naturelle, il en assume la présidence en 1923. Particulièrement intéressé par l'étude des insectes, il est l'auteur de divers traités d'entomologie, ce qui lui vaut de participer à l'organisation du Musée entomologique canadien et de devenir, à l'âge de soixante ans, conseiller juridique au ministère de l'Agriculture à Québec, même s'il était alors atteint de demi-cécité depuis plusieurs années. Il y travaille jusqu'à l'avant-veille de sa mort.
Dans un article sur « L'avenir des Canadiens Français » publié en 1905 dans la revue Le Nationaliste, il affiche des sentiments nettement séparatistes. Ceux-ci s'accentuent encore dans un article intitulé « Où allons-nous?» publié en juin 1909 publié dans Le Terroir . 
De 1909 à 1941, il entretient une correspondance suivie avec Louis Dantin, en exil à Boston. 
Il a eu quatre filles de sa première épouse, Graziella Cassegrain (1876-1907): Germaine, Liliane, Paule, ainsi que Gaëtane, auteure du roman Lill. Étude d’âme enfantine, dont Louis Dantin publiera une critique. Le 31 octobre 1911, Beaulieu épouse en secondes noces Rita Lanctôt, dont il aura un fils, Jacques-Frédéric Beaulieu, décédé à Ottawa le 31 octobre 1915, à l’âge de 1 an et 2 mois. Rita mourra le 25 décembre 1969 à l’âge de 82 ans.

## Ouvrages

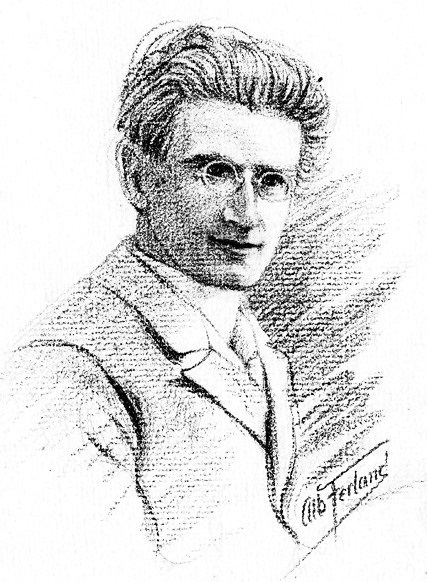
Portrait de Germain Beaulieu
par Albert Ferland.

### Pièces de théâtre
- Le mariage de Lucette, 1901.
- La Passion, 1902.
- Famille sans nom, 1902.
- L'aventurier malgré lui : comédie en sept actes, texte polycopié, 1904.
- La fin du monde, 1907.
- Fascination : pièce en cinq actes, en collaboration avec Louis P. Verande, dans L'Annuaire théâtral, 1908-1909[23].
- Diplomatie conjugale : un acte, 1904; repris dans Le Terroir, avril 1909[24].
- Noblesse et noblesse : drame en cinq actes, dans Nos amis, janvier 1911, p. 27-46.
- The passion: a biblical drama, 1906, 112 p.[25]
- The living vision: a romantical drama in five acts, 1906, 96 p.[26]

### Critique littéraire
- La Chanson du passant : études littéraires, (ouvrage collectif), Montréal, J.-G. Yon, 1916.

### Satire
- Nos immortels. Caricatures de Bourgeois, avec Albéric Bourgeois, Montréal, A. Lévesque, 1931, 156 p.[27]
- Au pays des décorés, ou Les Patagons vus à la loupe, Montréal 1936, autoédition par miméographe.

### Ouvrages scientifiques
- Le monde des petits êtres : études sur les insectes du Canada, Montréal, A. Ferland, 1908, 80 p.
- Monographie des mélasides du Canada, Québec, Imprimerie Laflamme, 1922, 91 p.
- Les insectes nuisibles de la province de Québec (avec Georges Maheux), Québec, Charrier et Dugal, 1929, 244 p.
- Abrégé de droit commercial à l'usage des écoles primaires complémentaires de la province de Québec, avec C.-J. Miller, Québec, 1928. Édité en anglais sous le titre Summary of commercial law for the use of primary vocational schools in the Province of Quebec, 1925.

## Sources
- Micheline Cambron, François Hébert et École littéraire de Montréal, Les soirées du Château de Ramezay, Montréal, Fides, 1999
- Jean Charbonneau (préf. Louis Dantin), L'école littéraire de Montréal : Ses origines, ses animateurs, ses influences, Éditions Albert Lévesque, 1935
- Réginald Hamel, John Hare et Paul Wyczynski, Dictionnaire pratique des auteurs québécois, Montréal, Fides, 1976
- Annette Hayward, La querelle du régionalisme au Québec (1904-1931) : Vers l’autonomisation de la littérature québécoise, Ottawa, Le Nordir, 2006, 622 p. (ISBN 978-2-89531-049-5)
- Annette Hayward, La correspondance entre Louis Dantin et Germain Beaulieu : Une grande amitié littéraire, Québec, Presses de l'Université Laval, 2023, 548 p.
- Annette Hayward, « Le Terroir (1909) », dans Dictionnaire des revues littéraires au XXe siècle : Domaine français, Paris, Honoré Champion, 2014 (ISBN 978-2-7453-2756-7), p. 725-727
- Rémi Tourangeau, Dictionnaire des jeux scéniques du Québec au XXe siècle, Québec, Presses de l'Université Laval, 2007, 960 p. (ISBN 978-2-7637-8476-2)
- Michel Veyron, Dictionnaire canadien des noms propres, Québec, Larousse, 1989, 757 p.